# Minarelli AM6

Animatie van tweetaktmotor in werking

Een Minarelli AM-blok is een motorblok dat gebruikt wordt op verschillende schakelbrommers. Het is een vloeistofgekoelde tweetakt motor met 3 tot 6 versnellingen. Standaard is het blok afhankelijk van de jaargang uitgerust met een cilinder tussen de 49cc en 50cc van inhoud. Er zijn ook 'aftermarket' cilinders te koop met een grotere cilinderinhoud, gebruikelijke maten liggen hierin tussen de 70cc en de 100cc.

## Lijst Brommers met AM blok
- Aprilia Classic 50
- Aprilia red rose 50
- Aprilia RS50 1993-1998
- Aprilia RS50 1999-2005
- Aprilia MX/RX 50 t/m 2005
- Beta RR 50
- Honda HM CRE Baja
- HM CRE 50
- Malaguti Drakon
- Malaguti XTM / XSM
- Motorhispania RX50
- Motorhispania RX2
- Motorhispania Furia
- Motorhispania RYZ
- Rieju MRX/SMX (PRO)
- Rieju MRT
- Rieju RS2 Matrix
- Rieju RS3
- Rieju RR
- Rieju Tango
- Sherco SE-RS 50
- Sherco  SM-RS 50
- Sherco SM-R 50 RED ONE
- Peugeot XP6
- Peugeot XPS
- Peugeot XR6
- Yamaha DT50R / DT50SM
- Yamaha TZR50